# مک‌گیور
مک‌گیور (انگلیسی: MacGyver) یک مجموعهٔ تلویزیونی آمریکایی در ژانر اکشن ماجراجویی است که توسط پیتر ام. لنکف برای شبکه سی‌بی‌اس ساخته شده‌است. این مجموعه متشکل از ۹۴ قسمت در پنج فصل از تاریخ ۲۳ سپتامبر ۲۰۱۶ تا ۳۰ آوریل ۲۰۲۱ به نمایش درآمد. مک‌گیور بازراه‌اندازی مجموعه‌ای تلویزیونی به همین نام است که از ۱۹۸۵ تا ۱۹۹۲ از شبکه سی‌بی‌اس پخش می‌شد.
در آوریل ۲۰۲۱، سی‌بی‌اس اعلام کرد که فصل پنجم، فصل پایانی مجموعه خواهد بود. قسمت آخر در ۳۰ آوریل ۲۰۲۱ پخش شد.

## داستان
جوانی به نام آنگوس مک‌گیور، یک سازمان مخفی و دولتی را تاسیس می‌کند که در آن با بهره بردن از استعداد و خلاقیتش مشکلات را به شیوه خودش حل می‌کند.